# Эбермайер, Иоганн Христоф
Иоганн Эрдвин Христофор Эбермайер (19 апреля 1768, Мелле около Оснабрюка — 21 февраля 1825) — немецкий врач, фармацевт и медицинский писатель.
Изучал хирургию в профильной академии в Брауншвейге, затем изучал общую медицину в Гёттингенском университете. В 1797 года получил степень доктора медицины, после чего имел частную врачебную практику сначала в Реде, затем в Дортмунде. Позже переехал в Клеве, где стал членом прусского совета по фармацевтике. Затем работал в составе подобного же совета в Дюссельдорфе.
На протяжении своей жизни активно занимался научной работой и написанием научных трудов. Особенно интересовался фармацевтикой, однако оставил также ряд учебных пособий по акушерству и хирургии. Его главным трудом считается руководство для аптекарей «Pharmaceutische Receptirkunst oder Anleitung für Apotheker», написанное в 1804 году. Другие его известные работы: «Herbarium vivum plantarum officinalium» (Брауншвейг, 1790—1792); «Vergleichende Beschreibung der jenigen Pflanzen, welche in den Apotheken leicht mit einander verwechselt werden» (там же, 1794); «Physikalisch-chemische Geschichte des Lichtes u. dessen Einfluss auf den menschlichen Körper» (Оснабрюк, 1799; 2-е издание — Лейпциг, 1819); «Museum für Aerzte und Wundärzte» (Лецпциг, 1808); «Pharmaceutische Bibliothek für Aerzte und Apotheker» (2 тома, 1805—1810).
Вместе с Георгом Вильгельмом Христофом Консбрухом он издал энциклопедию для практикующих хирургов «Allgemeine Encyclopädie für praktische Aerzte und Wundärzte» (9 томов, 1802—1819). Отдельные части этого труда выдержали до 6 изданий и были переведены также на французский и польский языки. На русский язык его переводил Г. А. Рясовский